# Riverdale (televisieserie)
Riverdale is een Amerikaanse televisieserie gebaseerd op de personages uit de Archie Comics.  De serie werd voor The CW aangepast door Archie Comics' chief creative officer Roberto Aguirre-Sacasa en wordt geproduceerd door Warner Bros. Television en CBS Television Studios in samenwerking met Berlanti Productions en Archie Comics. Oorspronkelijk bedacht als een speelfilmaanpassing voor Warner Bros. Pictures, werd het idee opnieuw opgepakt als een televisieserie voor Fox. In 2015 is de ontwikkeling van het project verplaatst naar The CW, waar de serie is besteld voor een pilotaflevering. Het filmen vindt plaats in Vancouver in Brits-Columbia. De serie ging op 26 januari 2017 in première. Het 7de seizoen, wat ook het laatste seizoen is, werd vanaf 2023 uitgezonden op Netflix. De laatste aflevering van de serie werd uitgezonden op 23 augustus 2023.
Netflix heeft de exclusieve internationale uitzendrechten voor Riverdale, waardoor de serie minder dan een dag na de oorspronkelijke Amerikaanse uitzending als originele serie op het platform beschikbaar is.
De serie bevat een cast gebaseerd op de karakters van Archie Comics en volgt het leven van Archie Andrews (KJ Apa) in het fictieve plaats Riverdale en de geheimen die schuilen achter het perfecte plaatje dat de stad uitstraalt.

## Rolverdeling
Legenda
 = hoofdrol
 = bijrol
 = gastrol
 = geen rol
| Acteur           | Personage      | Aantal afleveringen | Aantal afleveringen | Aantal afleveringen | Aantal afleveringen | Aantal afleveringen | Aantal afleveringen | Aantal afleveringen |
| Acteur           | Personage      | S01                 | S02                 | S03                 | S04                 | S05                 | S06                 | Totaal              |
| ---------------- | -------------- | ------------------- | ------------------- | ------------------- | ------------------- | ------------------- | ------------------- | ------------------- |
| KJ Apa           | Archie Andrews | 13                  | 22                  | 22                  | 19                  | 19                  | 19                  | 114                 |
| Lili Reinhart    | Betty Cooper   | 13                  | 22                  | 22                  | 19                  | 19                  | 22                  | 117                 |
| Camila Mendes    | Veronica Lodge | 13                  | 22                  | 22                  | 19                  | 18                  | 22                  | 116                 |
| Cole Sprouse     | Jughead Jones  | 13                  | 22                  | 22                  | 19                  | 18                  | 22                  | 116                 |
| Madelaine Petsch | Cheryl Blossom | 12                  | 21                  | 20                  | 19                  | 18                  | 21                  | 111                 |
| Casey Cott       | Kevin Keller   | 13                  | 21                  | 20                  | 19                  | 17                  | 19                  | 109                 |
| Mädchen Amick    | Alice Cooper   | 12                  | 20                  | 19                  | 16                  | 16                  | 21                  | 104                 |
| Marisol Nichols  | Hermione Lodge | 13                  | 20                  | 15                  | 11                  | 5                   | 1                   | 65                  |
| Martin Cummins   | Tom Keller     | 10                  | 17                  | 11                  | 6                   | 10                  | 11                  | 65                  |
| Skeet Ulrich     | FP Jones       | 7                   | 17                  | 20                  | 17                  | 3                   |                     | 64                  |
| Alvin Sanders    | Pop Tate       | 6                   | 13                  | 13                  | 11                  | 5                   | 14                  | 62                  |
| Luke Perry       | Fred Andrews   | 13                  | 17                  | 5                   | 2                   | 1                   | 4                   | 47                  |
| Lochlyn Munro    | Hal Cooper     | 12                  | 17                  | 14                  | 1                   | 1                   | 4                   | 41                  |
| Ashleigh Murray  | Josie McCoy    | 7                   | 17                  | 14                  | 1                   | 1                   |                     | 40                  |
| Vanessa Morgan   | Toni Topaz     |                     | 17                  | 17                  | 18                  | 12                  | 19                  | 83                  |
| Charles Melton   | Reggie Mantle  |                     | 15                  | 16                  | 13                  | 16                  | 19                  | 79                  |
| Mark Consuelos   | Hiram Lodge    |                     | 21                  | 19                  | 18                  | 16                  | 1                   | 75                  |
| Drew Ray Tanner  | Fangs Fogarty  |                     | 13                  | 17                  | 9                   | 15                  | 20                  | 74                  |
| Jordan Connor    | Sweet Pea      |                     | 15                  | 14                  | 3                   | 4                   |                     | 36                  |